# مسجد مطار سوبانغ
مسجد مطار سوبانغ (بالملايو: Masjid Lapangan Terbang Antarabangsa Subang ) هو المسجد الرئيسي في مطار السلطان عبد العزيز شاه في سوبانج في اقليم سلاغور في ماليزيا.

## البناء
بني مسجد مطار سوبانغ في عام 1992، وافتتح رسميا في عام 1994، يستخدم المسجد الدولي للسياحة وذلك للواصلين والمغادرين من ماليزيا، وعندما نقل مطار سوبانج الدولي إلى مطار كوالالمبور الدولي في السابع والعشرين من شهر يونيو حزيران من عام 1998، تم تحويل المسجد إلى مسجد لعامة المسلمين في كامبونج سوبانج وآرا دامنسارا وساوجانا .